# チャラカ・サンヒター

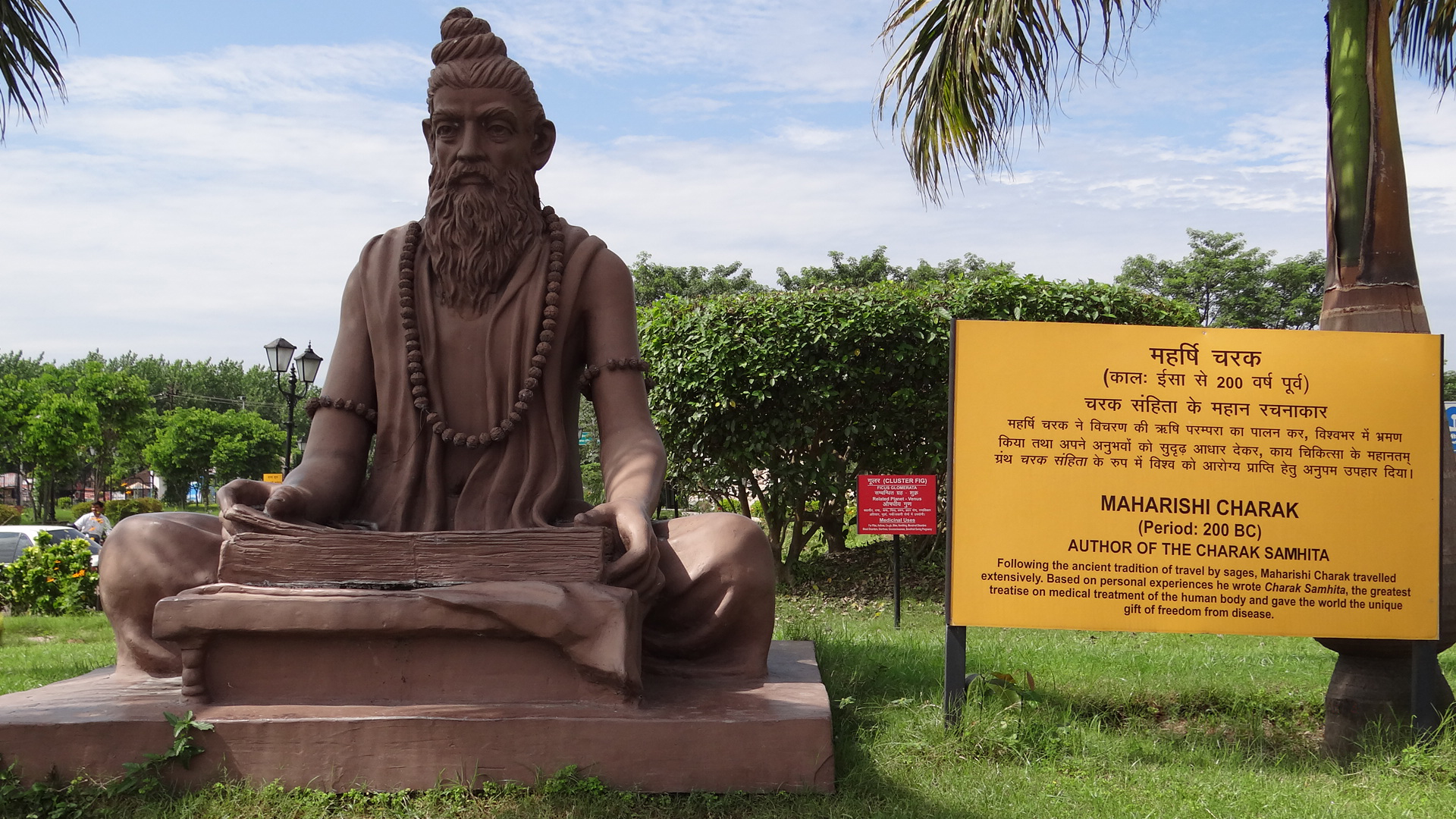
インド、ハリドワールのチャラカ像

『チャラカ・サンヒター』（チャラカ本集）は、アーユルヴェーダ（インド医学）の医学書で、北西インドの都タキシラを中心とするアートレーヤ学派の医学がまとめられている。アグニベーシャのテキストをチャラカが改編し、それに長年にわたって多数の人物の手が加えられたものであるとされている。実用的・専門的な医学書として、2000年に渡って使われた。『チャラカ・サンヒター』の原典はすでになく、写本やそのほかの刊行物も、それぞれ内容が大きく異なっている。
スシュルタの『スシュルタ・サンヒター』（スシュルタ本集）、ヴァーグバダの『アシュターンガフリダヤ・サンヒター』（八科精髄集）、マーダヴァ (医者)の『病因論』（Rug-vinischaya, または『ニダーナ』。インド医学で初めて一つのテーマを専門的に論じた医学書）と並び、アーユルヴェーダを代表する古典医学書のひとつである。アーユルヴェーダは古典の段階で医学体系として完成しており、これらは現在でもテキストとして参考にされている。

## 成立
カニシカ王（2世紀）の侍医であったともいわれるチャラカの名が冠されているが、チャラカ個人による著作ではない。アーユルヴェーダの起源は神々にあると伝えられており、ブラフマー神（梵天）によって最初に説かれ、プラジャーパティ、リグ・ヴェーダで医療の神と讃えられたアシュヴィン双神、インドラ神と伝えられ、仙人バラドヴァージャがインドラ神の元に赴いて教えを乞い、弟子アートレーヤに教えた。アートレーヤの6人の弟子の1人アグニベーシャが『アグニヴェーシャ・タントラ』にまとめ、これをチャラカが改編したものとされる。さらに長年にわたり多数の人物によって加筆が行われ、現在の形になったと考えられている。そのため、あえて著者を1人挙げるならアグニヴェーシャであり、『チャラカ・サンヒター』は『アグニヴェーシャ・タントラ』とも呼ばれる。本来『アグニヴェーシャ・タントラ』と呼ばれるはずのものが『チャラカ・サンヒター』とされたのは、チャラカが改編者としてだけでなく、医者として優れていたからだろうといわれる。チャラカ（Charaka）という言葉は、car（さすらう）という語根に由来している。古代の医学は呪術的なものであったが、チャラカに象徴されるような、各地を遍歴し、血や膿といった不浄に触れる異端・遍歴の医者・苦行者たちが、医学に変革を起こし呪術から解き放った。
チャラカによる改編は、諸説あるが1 - 2世紀に終わったとみなされている。しかしチャラカはこの仕事を最後までやり遂げることなく没したようであり、全8巻120章のうち第6巻14章以降にチャラカの手は加えられていない。古典医学書のひとつ『スシュルタ・サンヒター』とは相互に言及がないため、成立の前後関係は不明である。6巻以降にはドリダバラによる改編があり、この人物は6 - 9世紀の人物だと考えられている。この時代にほぼ現在の形が完成し、1060年頃にチャクラパーニダッタによって注釈が施されている。
『チャラカ・サンヒター』をサンスクリット語から翻訳したインド数学・インド占星術研究者の矢野道雄によれば、アーユルヴェーダは、古典医学書の段階でおよそ完成しているが、新しく取り入れられたものも、サンスクリット化されテキストに組み込まれると、太古からあったものとして扱われる点に特徴がある。現在のアーユルヴェーダでは、内服薬としての水銀の使用、脈診などが行われるが、『チャラカ・サンヒター』の段階では鉱物薬は限定的にしか用いられておらず、脈診については全く述べられていない。脈診は中国からチベット経由でインドにもたらされたと考えられ、水銀の内服はペルシアまたは中国から伝わった錬金術・練丹術の影響と思われる
。しかし、矢野によると、一般にインドでは全てインド起源であると考えられているという。
アラビアでは、イスラーム黄金時代にギリシャ・ローマの医学書が多く翻訳されたが、『チャラカ・サンヒター』などのインド医学書も、インドの医師の協力でアラビア語に翻訳された。
また、ヴァーグバダによって、『チャラカ・サンヒター』、『スシュルタ・サンヒター』の内容を折衷した『アシュターンガフリダヤ・サンヒター』（八科精髄集）が書かれた。成立年代は特定されていないが、義浄の『南海帰寄内法伝』にヴァーグバダと思われる人物の記述があり、義浄のインド滞在（672 - 682年）より前だとされる。よくまとまった読みやすい医書で、広く普及し、チベット、アラビアなど国外にも伝えられた。

## 内容
内容としては、北西インドの都タキシラを中心とするアートレーヤ学派の医学がまとめられており、アートレーヤが弟子アグニヴェーシャに教えを説くというスタイルで書かれている。バラモン教・六派哲学に数えられるサーンキヤ学派の二元論、ヴァイシェーシカ学派の自然哲学、ニヤーヤ学派の論理学が取り入れられ体系化されている。外科についてほとんど触れておらず、徹底して内科的治療法を説き、医者の倫理を強調するバラモン的な内容である。クシャトリア（武士王族）と関係が深かったと考えられる『スシュルタ・サンヒター』では外科治療に触れられているが、両書の基本的な医学理論に大きな差はない。その教えの根本は、現在のアーユルヴェーダと同じく、「ヴァータ（体風素）、ピッタ（胆汁素）、カパ（粘液素）」のトリ・ドーシャ（三体液、三病素）の平衡を保つことである。身体を含むあらゆるものはトリ・ドーシャからなり、その調和の乱れが病気の原因になると考えられた。
冒頭では、アーユルヴェーダについて次のように語られている。病因・症候・薬物に関する知識であり、健康な人と病人の最高の道である。ブラフマー神が覚知したそのままの教えであり、人生の益・無益、幸・不幸、人生の長さ、人生そのものが説かれている。この世とあの世のふたつの世界にとって有益な生命の学問であり、最も神聖なものとしてヴェーダに通じた人々に尊重されている。人間は「精神（サットヴァ）・我（アートマン）・身体（シャリーラ）」の結合体であり、意識を持つが、この結合体である人間がアーユルヴェーダの主題である。そしてアーユルヴェーダの体系の目的は、ダートゥ（要素, ドーシャと同義）の平衡を生み出すことであると説明されている。身体的病素であるトリ・ドーシャは、霊験（ダイヴァ, 供物・祈りといった人知の及ばないもの）と理（ユクティ, 適正）に基づく薬物によって鎮静し、精神的な病素であるラジャスとタマス（サーンキヤ哲学のトリ・グナ説に拠る）は、知恵、学識、意志の強さ、記憶力・精神統一によって鎮静する。身体と精神が病気の基体であり、また幸福の基体であるとされた。幸福は「時（冷季・熱季・雨季からなる季節、または転変（パリナーマ））・思考器官（マナス）・感覚対象」の調和の結果である。病気の原因は、時・思考器官・感覚対象の誤った結合、結合のないこと、過度な結合、この3つに要約される。
インドの医学書は暗誦を前提とするため、『チャラカ・サンヒター』は韻文と散文の混合体で書かれており、大切な内容・各章の要約は全て韻文である。記憶を助けるために、三果、五根、五療法、十根、三十二種の薬、六百の浄化剤、五種類の調整法など、重要な事項はすべて数と結び付けられている。

### 構成
8巻120章で構成されている。
1. 総論（シュローカ・スターナ, 30章）：概説、スートラスターナ[7]。序論で治療法・食事療法・医師の義務などを扱う。全体のおよそ4分の1を占める。大半の薬物はこの巻に登場する。
2. 病因論（ニダーナ・スターナ, 8章）：病因だけでなく、前駆症状、症候、特徴、診断についても説明される。
3. 判断論（ヴィマーナ・スターナ, 8章）：診断学を含め広い範囲を扱う。第8章には医師の倫理および議論の仕方も含まれ、ニヤーヤ学派の影響が見られる。
4. 身体論（シャリーラ・スターナ, 8章）：古代インドの身体観が語られ、解剖学・発生学が扱われる。第1章はサーンキヤ学派とヴァイシェーシカ学派の思想がベースになっている。
5. 感覚機能論（インドリヤ・スターナ, 12章）：不治の病を見分けるという特殊な問題が論じられており、感覚機能全般が扱われているわけではない。（医師の名声を守るため、不治の病の治療は行われなかった）
6. 治療論（チキツァー・スターナ, 30章）：治療法を扱う。本書の中核をなす最も長い巻で、4904節と全体の半分以上を占める。最初の2章は「不老長生学」「強精法」が取り上げられている。
7. 製薬論（カルパ・スターナ, 12章）：主成分となる12の植物によって12章のタイトルが付けられている。巻の最後には、薬の調合に重要な重さの単位が説明されている。
8. 完結編（シッディ・スターナ, 12章）；パンチャカルマ（5つの代表的な治療法、2種類の浣腸・油剤・下剤・吐剤）が説明されている。

「ヴィマーナ・スターナ」は『チャラカ・サンヒター』独特のタイトルで、『スシュルタ・サンヒター』、『アシュターンガフリダヤ・サンヒター』にも見られない。「インドリヤ・スターナ」は、『チャラカ・サンヒター』でのみ独立した巻になっている。

### インド医学の八科目
『チャラカ・サンヒター』第1巻32章28節では、医学は次の八科目（アシュターンガ）からなると述べられている。
1. 身体治療（Kāyacikitsā）：内科学、身体全般における病気の治療
2. 特殊外科学（Śālakya）：頭と中心とする鎖骨より上部の治療で、特殊な針などの器具を用いるためこう呼ばれる
3. 異物除去（Śalyāpahartrka）：外科学
4. 毒物・体毒・誤った食べ合わせによる異常に関する治療法（VisagaravairodhikapraŚamana）
5. 鬼神学（Bhūtavidyā）：精神病（魔物が憑くことで起こると考えられていた）
6. 小児科学（Kaumārabhrtya）
7. 不老長生法（Rasāyana）
8. 強精法（Vājīkaraṇa）

八科すべてが取り上げられているわけではなく、特に特殊外科学、異物除去、小児科学についてはほとんど語られていない。外科は『スシュルタ・サンヒター』で、鬼神病を含む小児の病気は『アシュターンガフリダヤ・サンヒター』で詳しく取り上げられている。

### 医療の四本柱
病気の治療の成功の因として、「医者・薬物・看護人・患者」が挙げられ、四本柱と呼ばれる。医療とは、ダートゥ（ドーシャ）が不均衡になった時、四本柱がダートゥのバランスの回復のために行うことである。それぞれの望ましい資質は次のとおりである。
- 医者：深い聖典の知識、豊富な経験、手先の器用さ、清潔であること
- 薬物：豊富にあること、適用性があること、多くの調合ができること、良質であること
- 看護人：看護法を知っていること、手先の器用さ、指示に忠実であること、清潔であること
- 患者：記憶力が良いこと、医者の指示に従順であること、むやみな恐怖を持たないこと、自分の病状を的確に知らせること

以上の16の性質が治療の成功の因である。この中で医者が中心的位置を占め、治療の要となる。

### 病気の原因
病気には内因性のもの、外因性のもの、心理性（精神性）のものの3種類がある。
- 内因性：ドーシャの不均衡によって生じる
- 外因性：鬼神、毒、風、火、打撲などによって生じる
- 心理性：欲しいものが手に入らないこと、欲しくないものを手に入れることから生じる

心理性の病気の治療は、法（ダルマ）・財（アルタ）・愛（カーマ）に留意し、心の病気の治療の知識を持つ人に仕え、自己・場所・家族・時間・力・能力に関する認識を深めることであるとされた。
総論の第25章では、聖仙達が病気・健康をもたらすものについて、様々な意見を述べるが、見解は一致しない。アートレーヤは自説への固執を戒め、正しい食物を摂ることが健康になる唯一の方法であり、正しくない食物を摂ることが病気の原因である、と述べている。

### 薬剤
ドーシャの不均衡は、理（ユクティ, 適正）に基づく薬物、つまり増悪・増大したドーシャと反対の性質を持った薬剤によって鎮静すると述べられている。各ドーシャの性質は、ヴァータ（体風素）は「乾、冷、軽、微、動（チャラ）、清、荒」、ピッタ（胆汁素）は「潤、温、激、流動、酸、液（サラ）、辛」、カパ（粘液素）は「重、冷、柔、潤、甘、固、粘」であるので、その反対の性質を持った薬剤を、適当な場所、量、時間で用いると、病気を防ぐことができるとされた。薬剤には3種類あり、ドーシャを鎮静するもの、ダートゥ（体組織, ドーシャの同意語としてのダートゥとは別）を阻害するもの、健康の維持によいものがあり、さらに動物性・植物性・鉱物性の3種類がある。
薬剤の性質としてラサがあり、これは味覚の対象である。「甘・酸・鹹（塩辛い）・辛・苦・渋」の6種類で、甘・酸・鹹はヴァータを、渋・甘・苦はピッタを、辛・苦・渋はカパを制圧する。
激しい毒物でも、使い方によっては最良の薬になり、逆に薬であっても、誤って使うと毒になると注意されている。
『チャラカ・サンヒター』には約1,100種の薬用植物名が見られるが、同義語が多く含まれるため、植物の種類自体はこれを大きく下回っている。

### 倫理観
多くの宗教的、道徳的訓戒が含まれており、人間は「生命の保持」「富の獲得」「彼岸の福祉」を追求すべきであると述べられている。バラモンを中心とするアーリア人の倫理観が強く反映され、『マヌの法典』と相通じる内容が多い。
第3巻8章の前半には、医者の倫理について詳しく述べられている。王の嫌うこと、命を失うこと、著しくダルマ（法）にもとること、災害につながることでない限り、師に忠実に従うこと。禁欲者であること、正直であること、妬まないこと、肉食・帯刀・女性とのむやみな接触の禁止、他人のものを欲しがらず、控えめな衣をまとい、悪人と交流せず、控えめな言葉を使い、にこやかに正しくふるまうことなどが挙げられている。また、治療に関係のない患者の身辺事情に注意を向けたり、家族の事情を外に漏らしてはいけない。患者の寿命が短いとわかっても、患者や家族を絶望させるため、告知してはならない、などと説明されている。このように現代にも通じる倫理観が見られる一方、王や要人に嫌われている人・嫌っている人、極度に奇形の病人や忌むべき病気の人、行いや交友関係の悪い人、悪口に反論しない人などの治療を禁じている。
医学書の選び方、学ぶべき師の求め方、生徒の選び方、勉強の仕方、医学を学ぶ際の姿勢なども説かれている。

### 論議道
インドでは古代から、正しい論証方法・論理学に関心がもたれてきた。『チャラカ・サンヒター』第3巻8章の後半では、初期のニヤーヤ学派の論理学をベースに、当時の医師の心得として「論議道」（医者の間の論議の仕方）が44項目にわたって分類・検討されている。

## バウアー写本
1890年に、東トルキスタンのクチャの仏教寺院で、4世紀頃のものと思われる写本が発見された。この仏教徒によって編まれた写本は、発見者バウアー大尉からバウアー写本と呼ばれる。古い時代の医学と占いの記録が含まれており、『ナヴァニータカ』（乳脂、新しくしぼりたてのもの。医学書のエッセンスを集めたもの、という意味）と呼ばれる医学的な部分には、『ベーラ・サンヒター』（ベーラはアグニヴェーシャの弟子のひとり）、『チャラカ・サンヒター』、『スシュルタ・サンヒター』から薬の処方が引用されており、ドリダバラによる改訂前の『チャラカ・サンヒター』が保存されている。